# 精神病
精神病（せいしんびょう、英: Psychosis、サイコシス）とは、妄想や幻覚を特徴とした症状である。厳密には、現実検討ができない症状である（妄想や幻覚だと当人が分からない）。こうした症状は、統合失調症の症状であったり、また他が原因として症状を呈している場合には、精神病性障害 (psychotic disorder) とも呼ばれる。以上が現行の医学的な用法である。健康な人でも生涯において5.8%が精神病体験をしている。
伝統的な分類では、精神病 (psychoses) と神経症 (neuroses) とに分類されてきたが、このような旧来の分類は不正確な診断をもたらし、より正確な診断を行うために分類が発達してきた。この意味では、精神病とは様々な精神障害の総称であり、一般的には神経症と対比し、より重い症状を意味する。それは主に内因性の精神障害を指し、統合失調症や双極性障害などが含まれる。また他には口語的に広く精神の病的な状態を表す用語として、この精神病の語が使われることがある。これについては、現行の医学的な定義である精神障害を参照。

## 定義
精神病とは、精神的な病気全般を表すmental diseaseやmental illnessの口語的な訳である。現行の医学的な定義では、精神障害のことである。
他に医学的定義を挙げる。

### 精神病理学における精神的な病気全般
1世紀ほど前に研究された精神病理学 (psychopathology) に発端がある。
精神病という名称は1835年にジェームス・プリチャードによって「生活の所作の中で礼儀と礼節どおりに振る舞う」ことができない人々を説明するために作られた。
1859年には、ハインリッヒ・ノイマンが、精神病はそれ以上に分類できず単一であると主張したが、後に研究が続き、1899年にエミール・クレペリンが、精神病を、統合失調症と躁うつ病（今で言う双極性障害）とに二分した。感情に問題がある場合と、そうでないものを分けたのである。
カール・ヤスパースは、てんかんを加えた3つを「大精神病」と呼び、「精神障害を伴う既知の身体疾患」「精神病質」とともに精神疾患のカテゴリーとした。
クルト・シュナイダーは、精神疾患一般を精神病と呼んだ。
伝統的な分類であり、神経症 (neuroses) と精神病 (psychoses) 分類である。神経症が、不安といった不適応行動が特徴で、入院するほどでもない場合が多い。精神病は、より重篤な状態であり、行動や思考の障害が激しい。しかしながら、このような旧来の分類は不正確な診断をもたらし、次に述べるICD-10やDSM-IVによる厳密な区別によって、より正確に診断できるようになった。この流れは、クレペリンによる分類を基礎とした流れでもある。

### 現行の診断基準における妄想や幻覚の症状
精神病の現在的な定義は、厳密には当人に現実検討ができない幻覚や妄想である。もう少し広義には、当人が幻覚や妄想が存在していることを、いくらかは洞察している状態である。アメリカでは過去にさらに広い定義で使用され、統合失調症が過剰診断された。世界保健機関のICD-10は、使われなくなった精神病の用語を紹介して、精神病性の定義に触れ妄想や幻覚のような症状であるとしている。
世界保健機関 (WHO)『疾病及び関連保健問題の国際統計分類』第10版（ICD-10）の第5章の「精神と行動の障害」には、F1x.5精神病性障害（Psychotic disorder）の診断コードが用意されている。
アメリカ精神医学会（APA）による『精神障害の診断と統計マニュアル』第4版 (DSM-IV) においては、妄想や幻覚のような精神病症状を持つ様々な障害が用意されている。
なお、精神障害である場合には、重症であることも同時に要求される。
精神病の病名に関しては診断する医師によって変わることがあり、誤診の多さも指摘されている。

## 症状
精神病に陥った人々は、幻覚、妄想、緊張病（カタトニア）、思考障害などを一つ以上経験する。また社会的認知の障害も発生する。10代で初めて発症することが多く、治療されない期間が長いほど症状は重篤化し、クオリティ・オブ・ライフも低下する傾向がある。
思考障害とは、意識的思考の根本的な障害であり、一般的には発言や執筆への不全として分類されている。この障害を持つ患者は、統合が緩み、発言や執筆の意味内容が、断絶し解体したものになる。重症ケースでは会話の内容が不可解となり、それは「ワードサラダ」状態として知られている。

ワードサラダの例：「ヤキトリが上がると核抑止力が不真面目になるが、そのままロールケーキを検索しつつ電球から飛び込んだ。完全に新しいものが生まれたのです。」

## 精神病と原因
世界保健機関（WHO）のデータから、18か国31,261人のデータを分析し、健康な人でも生涯において5.8%が精神病体験をしている。

### 身体疾患による精神病
身体疾患による精神病性障害である。日本では従来、器質精神病（広義）と呼ばれ、次の4分類がなされてきた。かつて外因性精神病とも呼んだ。
- 器質精神病（狭義）

中枢神経細胞自体の障害によるものである。
器質精神病（狭義）・症状精神病は、ICD-10ではF00〜F09に、DSM-IV-TRでは「〜による精神病性障害 (293.xx)」にそれぞれ該当する。原因は以下のようなものである
- - 中枢神経の変性は、アルツハイマー病、パーキンソン病、ハンチントン病などによるもの。
  - 脳血管障害は、脳梗塞、脳出血などによる。
  - 頭部外傷
  - 脳炎は、進行麻痺（梅毒）、日本脳炎、クロイツフェルト・ヤコブ病などによるもの。
  - 脱髄は、多発性硬化症などによるもの。
  - 脳腫瘍
  - 水頭症は、正常圧水頭症など。
- 症状精神病

感染などの脳以外の身体疾患によって現れる。
- てんかん

今日では精神病に含めない。ICD-10のG-40, 41の神経疾患である。

### 物質誘発性精神病性障害
ICD-10では、「向精神薬の使用による精神と行動の障害」の「精神病性障害」 (F1x.5) に、DSM-IV-TRでは、物質関連障害の「物質誘発性精神病性障害」にそれぞれ該当する。原因となりやすい物質は、アルコールや、アンフェタミンのような覚醒剤、催眠/鎮静薬のような医薬品である。中毒あるいは離脱に伴って短期的に生じる。
ICD-10では、向精神薬誘発性精神病の状態は、アンフェタミンやコカイン精神病の場合のように短期的なものであり、誤ってより深刻な統合失調症のような状態が診断されれば、悲惨な影響を与えると注意している。
DSM-IVでは、抗精神性の薬物の他に、他の医薬品、毒物にも言及される、覚醒剤、大麻、アヘンの中毒あるいは、アルコール、鎮静催眠剤の離脱において、現実検討ができる、光、音、幻視は、物質誘発性精神病性障害ではない。中毒あるいは、離脱である。4週間以上にわたる場合は、別の原因を考慮せよとしている。35歳すぎの発症は物質誘発性の可能性を気づかせるとし、非聴覚性の幻覚の9割が、物質誘発性か一般身体疾患によるものであるとしている。 DSM-5では、人生の後半では薬物の乱用ではなく、医薬品の多剤併用が原因となって精神病状態を引き起こしやすい、また、本人が薬物によって生じていると認識している場合（現実検討できている）、薬物中毒や離脱と診断されると書かれる。
- アルコール精神病

アルコールが直接原因ではなく、ニコチン酸・チアミンの不足によって起こる。
- 精神刺激薬精神病

特に大量のメタンフェタミン（覚醒剤）を使用していた場合、被害妄想や無秩序な思考や幻覚といった精神病の症状を呈する。使用後1週間以内にその症状は消失するとされている。脆弱性のある個人の、精神病エピソードの症状を突発させたり強めたりする。
- 過感受性精神病

過感受性精神病は、抗精神病薬の多用によって精神病が起きやすくなった状態である。
- 大麻精神病

大麻の使用に関連して起こることがあるとされている仮説の障害で、明確に定義されていない。大麻の使用を中止すると数日以内に治る。

### 心因を主とする精神病
心因性精神病は、ストレスなどの心的要因によって起こった、精神の強い反応である。反応精神病では、人格の解体・現実検討能力の著しい障害が見られる。ICD-10では、症状に応じて急性一過性精神病性障害 (F23) や感応性妄想性障害 (F24) などに含める。1か月以内に症状が治まる場合、DSM-IV-TRでは短期精神病性障害に含めることになる。

### 他に原因のない精神病
原因が脳自体にあると思われるが、いまだに原因が明確には解明されていない精神病である。かつて内因性精神病と呼んだ。その代表である統合失調症は、先天的な脆弱性のあるところに環境的な要因が加わって発症するとされている。
内因性精神病と心因性精神病は、ICD-10では「統合失調症、統合失調症様障害と妄想性障害 (F20-F29)」に、DSM-IV-TRでは「統合失調症および他の精神病性障害」にそれぞれ含まれ、症状に応じて細分類がなされる。
その他、本人が健全でも周囲の証言で精神病患者とされるケースもある。

## 危険因子
世界保健機関は2004年に以下のように報告している。コカインとアンフェタミンの使用率が高い国では、一般集団と比較して統合失調症の患者において、使用率が2倍から5倍の間で高く、いくつかの仮説につながっている。ニコチンにおいても統合失調症の患者では喫煙率が高いが、そのような仮説は提唱されていない。しかし、ニコチンが軽い精神刺激薬であることを考えると驚くべきことではないと世界保健機関は報告している。またなんらかの精神障害を有している場合には、アルコール依存症の比率は一般集団の2.3倍である。
2015年にBMJに掲載されたシステマティック・レビューは、毎日の喫煙が、精神病の危険性を増加することを見出している。

## 予防
認知行動療法 (CBT) についてはハイリスクグループの発病リスクを減らせるというエビデンスが存在し、英国国立医療技術評価機構 (NICE) はハイリスクグループに対してCBTによる予防が推奨されると2014年に勧告した。
またNICEは、発症防止、予防を目的とした抗精神病薬の投与は行ってはならないと勧告している。

### 議論
一方で、他の手法による精神病への早期介入 (Early intervention) の効果は、まだ結論が出ていない。早期介入によって短期的な成果はもたらされるものの、5年間を通した評価では利益は小さいという意見もある。

#### ARMS
アットリスクメンタルステート (At risk mental state, ARMS) とは、精神病または統合失調症の形成リスクが高いとみなされる臨床的状態。この状態は、かつては前駆症状や精神病の症状発生時として治療されていたが、しかし現在ではそういった見解は主流ではなくなった。
未症状時点での専門的サービスを初めて導入したのは豪州メルボルンのThe Pace Clinicであり、それはまた世界各国で試みがなされているこの概念をどのように臨床に導入するかについて研究が多々行われている。
アレン・フランセスは早期発見は素晴らしいアイデアだが、精度の低い診断と、危険な非定型抗精神病薬の投薬という誤った組み合わせであり、ほぼ確実な生物学的検査と、危険性と利益の比率が良い治療法という2点が満たされる必要があるとしている。
栄養素のω-3脂肪酸には抗精神病作用が報告されてきているため、ハイリスク群が3週間服用する研究を行いその約7年後では、偽薬では発症率40%であったのに比較して約10%と、発症率は約30%低下した。

## 福祉制度
原則として障害年金の認定の対象とならないが、臨床症状から判断して精神病の病態を示しているものについては、統合失調症または躁うつ病に準じて取り扱うことになっている。
中毒精神病の語は、厚生省保健医療局長通知「精神障害者保健福祉手帳の障害等級の判定基準について」において説明される用語であり、「精神障害者保健福祉手帳障害等級判定基準の説明」によると精神作用物質の摂取によって引き起こされる精神および行動の障害を指す。精神作用物質とは、有機溶剤などの産業化合物、アルコールなどの嗜好品、麻薬、覚醒剤、コカイン、向精神薬などの医薬品など。